# Timor Post
Timor Post (TP) – wschodniotimorski dziennik z siedzibą w Dili. Został założony w 2000 roku.
Jest jednym z głównych środków masowego przekazu w kraju.
Publikuje treści w trzech językach: tetum, indonezyjskim i portugalskim. 